# Géographie de l'Amérique du Sud

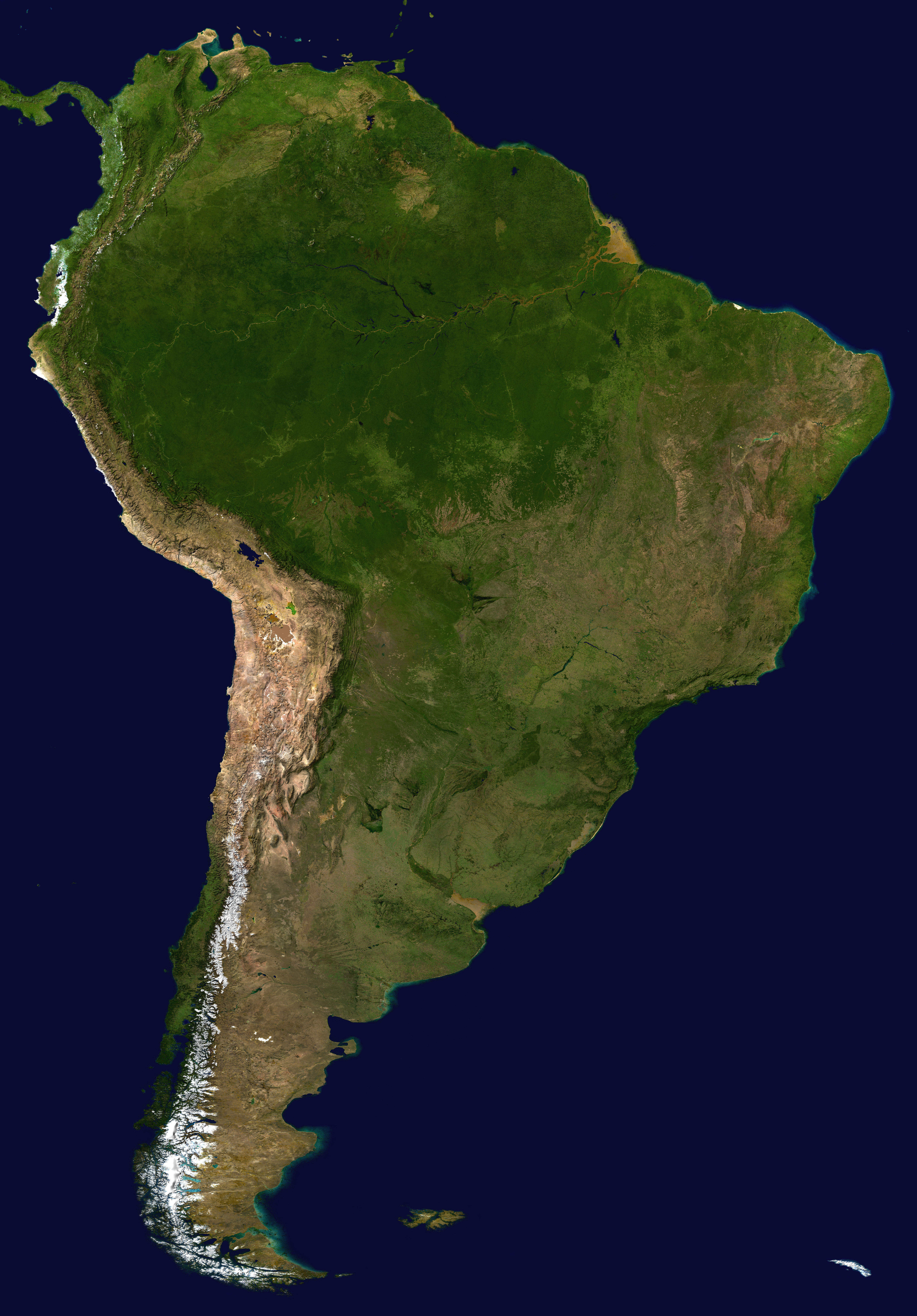
Image satellite de l'Amérique du Sud.

L'Amérique du Sud est généralement considérée comme un continent formant la partie sud du supercontinent des Amériques. Certains, comme le Comité international olympique, considèrent que l'Amérique est un seul continent et l'Amérique du Sud comme un sous-continent,. Géographiquement, presque tout le territoire sud-américain est située sur la plaque sud-américaine.

## Géographie

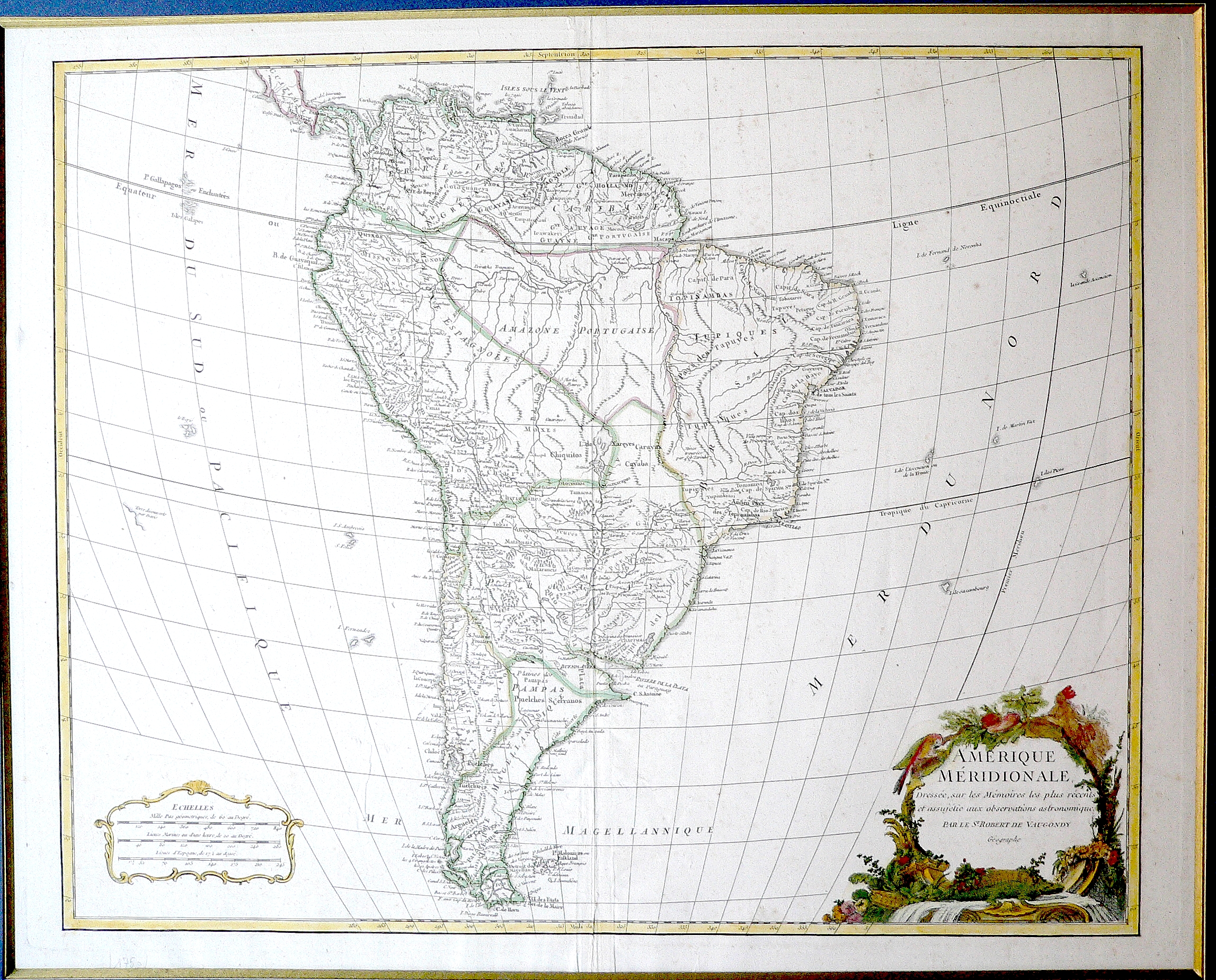
Carte de l'Amérique du Sud de 1750 par Robert de Vaugondy.

L'Amérique du Sud est située au sud et à l'est de la frontière entre le Panama et la Colombie. Certains considèrent qu'elle se trouve au sud et à l'est du canal de Panama. Au niveau géopolitique et géographique, le Panama et notamment la partie est du canal, est généralement considérée comme faisant partie de l'Amérique du Nord.
Le continent sud-américain comprend aussi de nombreuses îles, dont beaucoup appartiennent aux pays sur le continent. Géopolitiquement, les îles-États et les territoires d'outre mer des Caraïbes sont généralement regroupés et considérés comme une partie ou une sous-région d'Amérique du Nord. Les nations d'Amérique du Sud qui bordent la mer des Caraïbes, comportant la Colombie, le Venezuela, le Guyana, le Suriname et la Guyane, forment l'Amérique du Sud caribéenne. Les autres îles sont les Galápagos, l'île de Pâques (en Océanie mais appartient au Chili), l'île Robinson Crusoe, île de Chiloé, la Terre de Feu, et les îles Malouines.

### Records géographiques

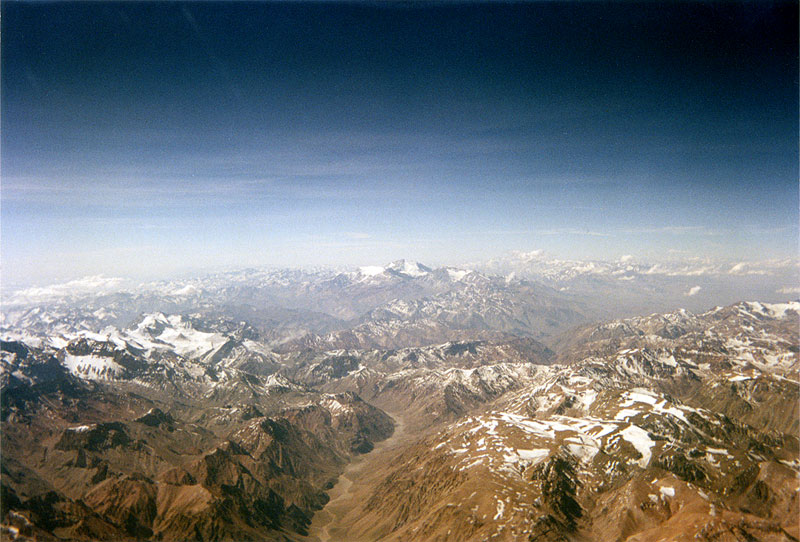
Les Andes.

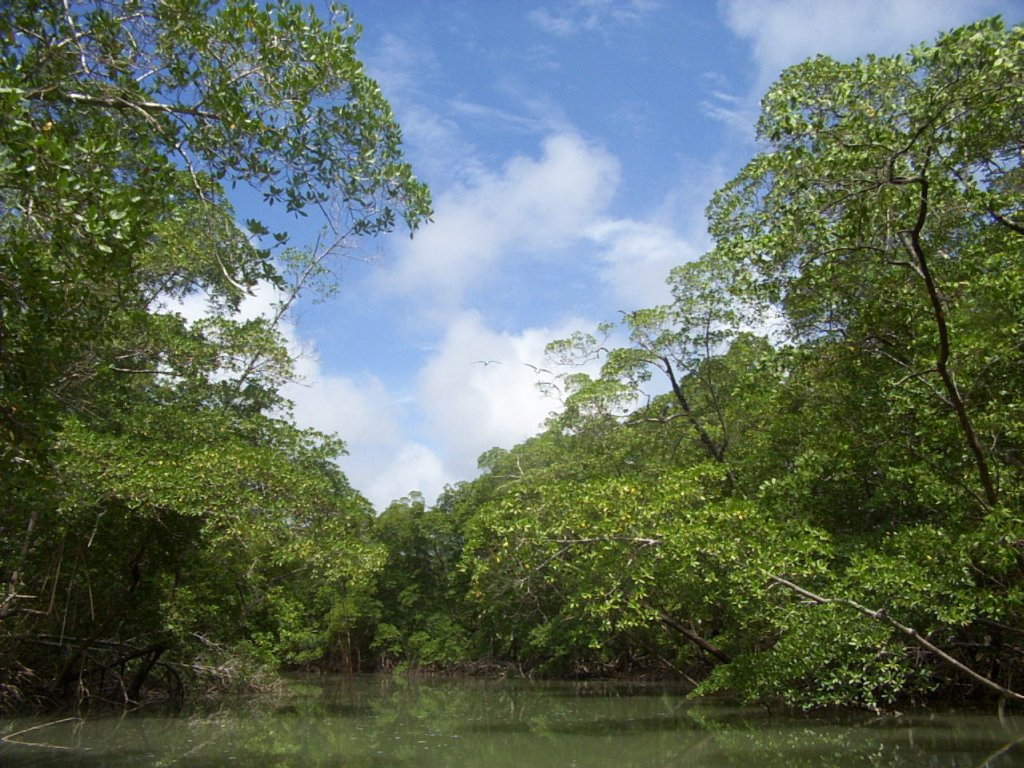
Une rivière dans forêt amazonienne.

L'Amérique du Sud est la terre des plus hautes chutes d'eau, Salto Angel, du fleuve au débit le plus important, l'Amazone, de la chaîne de montagne la plus longue, les Andes, du désert le plus aride, le désert d'Atacama, de la voie ferrée la plus élevée, Ticlio, de la capitale la plus haute, La Paz (Bolivie), du plus haut lac commercialement navigable, le lac Titicaca, et de la ville la plus australe, Puerto Toro.
Le pays le plus grand d'Amérique du Sud est de loin, à la fois du point de vue de sa superficie et de sa population, le Brésil, suivi par l'Argentine. On distingue de plusieurs sous-régions: les États andins, les Guyanes, le cône Sud, et le Brésil.

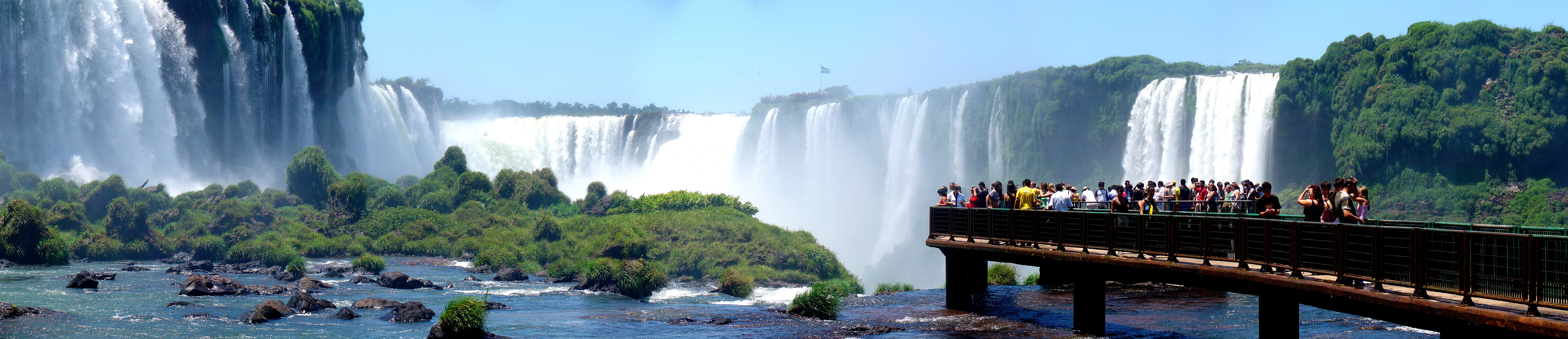
Chutes d'Iguazú.

### Climat

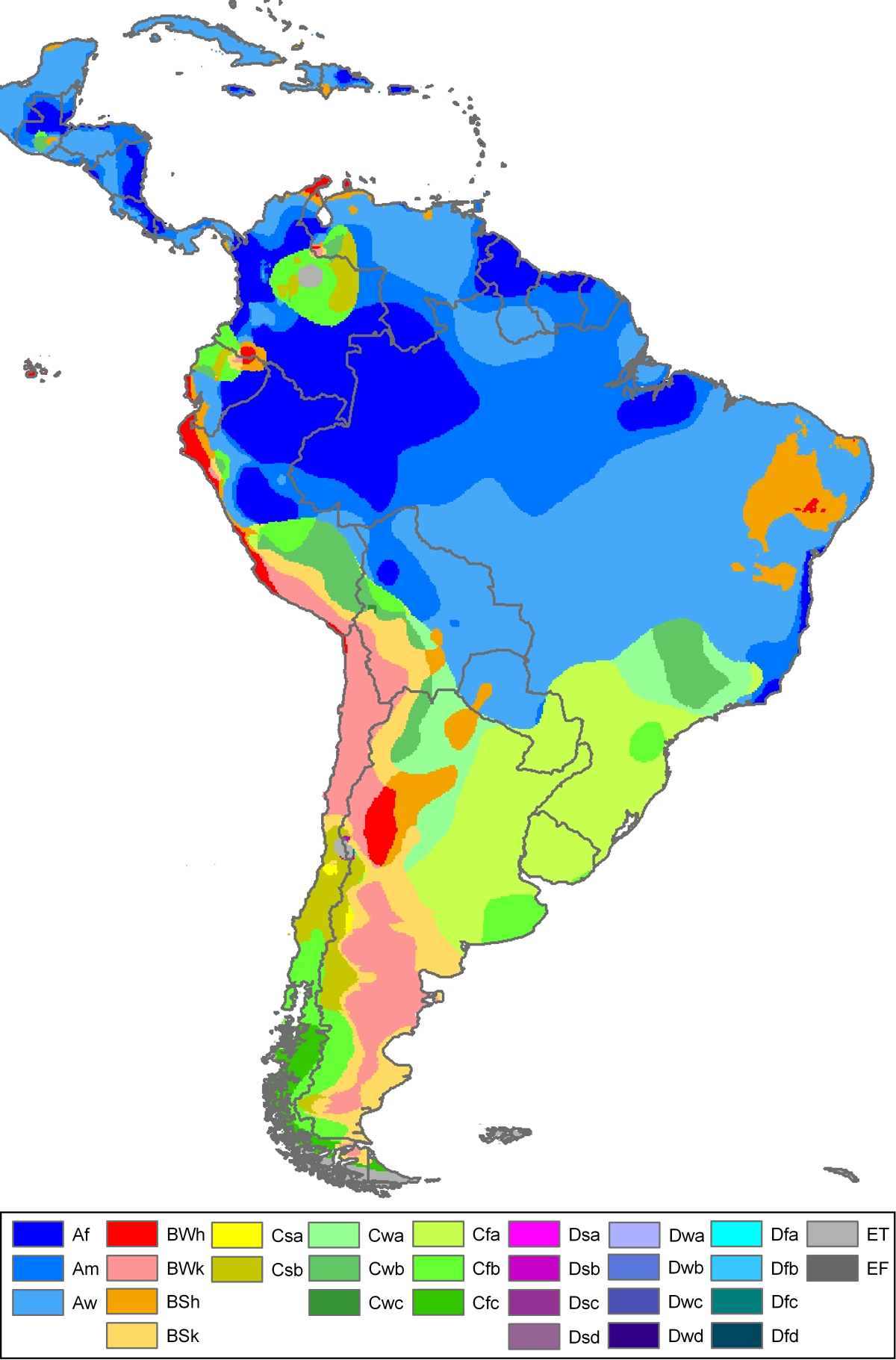
Carte de Köppen-Geiger - En bleu foncé et bleu moyen, les climats tropicaux, sans et avec une saison sèche, peu marquée. En Amérique centrale et au Mato Grosso, la saison sèche est plus marquée (bleu clair). Le micro-climat des vestiges de la forêt atlantique apparaît. Le nord-est du Brésil, semi-désertique, est en beige.

L'Amérique du Sud abrite une grande variété de climats : l'humidité chaude du climat équatorial de la forêt amazonienne, le climat d'altitude de l'Altiplano andin, l'aridité du désert d'Atacama, la forte pluviosité tempérée et froide du Chili méridional, les vents sub-polaires de la pointe sud du continent ou encore le froid sec de la Patagonie côtière argentine. Cette diversité s'explique par :
- la gamme des latitudes qu'occupe le sous-continent, dont la majeure partie se trouve sous les tropiques : l'équateur terrestre le traverse dans la partie nord et le tropique du Capricorne passe près de sa latitude moyenne. Plus au sud prévaut le climat subtropical humide en Uruguay, au centre de l'Argentine, au sud du Brésil et au sud du Chili, et le climat méditerranéen au centre du Chili. Enfin, il existe en Patagonie des climats froids (humides dans la zone cordillère et la zone occidentale, et secs dans la zone orientale). L'extrême sud pénètre dans la zone subantarctique.
- la différence de températures entre les océans voisins : la côte Pacifique est plus fraîche en raison de la présence du courant de Humboldt provenant de l'océan Antarctique tandis que la côte atlantique est plus chaude.
- la présence des Andes, qui présentent de grandes différences thermiques selon l'altitude, passant des glaces permanentes même dans la zone équatoriale à la jungle équatoriale ou au désert de plaine, et qui font office d'« écran climatique » entre l'ouest du continent (bordure du Pacifique) et l'est (bassins hydrographiques atlantiques). La bordure de l'Océan Pacifique présente de grands contrastes entre des zones parmi les plus humides de la planète (milieu biogéographique du Chocó au Panama, en Colombie occidentale, en Équateur et au Pérou septentrional) et parmi les plus arides (désert d'Atacama au Chili septentrional, qui dans certains secteurs n'a plus enregistré la moindre pluviométrie depuis plus d'un siècle).

### Ressources
Les ressources naturelles de l'Amérique du Sud sont l'or, le cuivre, le minerai de fer, l'étain et le pétrole.
L'Amérique du Sud abrite de nombreuses espèces d'animaux intéressantes et uniques comme le lama, l'anaconda, le Boto, le Capybara, la tortue Matamata, le Kamichi à collier, les Piranhas, le Guanaco, le jaguar, la vigogne, le Porc-épic à piquants bicolores, le Nandou d'Amérique, le Mara, le Coq de roche péruvien, la Loutre géante et le tapir.
La forêt tropicale humide d'Amazonie possède une biodiversité élevée, contenant une fraction importante des espèces de la planète.

## Géologie
L'Amérique du Sud s'est retrouvée rattachée à l'Amérique du Nord seulement récemment (en temps géologique), avec la formation de l'isthme de Panama il y a environ 3 millions d'années, qui permit le grand échange inter-américain durant lequel la faune terrestre et d'eau douce pu migrer entre l'Amérique du Nord et l'Amérique du Sud via l'Amérique centrale. Avant ce raccord, le continent actuel de l'Amérique du Sud était isolé, depuis sa séparation de l'actuel continent africain il y a environ 100 millions d'années. 15 millions d'années après cette séparation, les plaques sud-américaine et de Nazca se sont frottées l'une contre l'autre, résultant en la subduction de cette dernière et créant les premiers éléments de ce qui est aujourd'hui connu comme la cordillère des Andes.
La Cordillère des Andes, relativement jeune et sismiquement instable, est la plus grande chaîne de montagnes du monde avec une longueur d'environ 8 000 km, longe toute la côte occidentale de l'Amérique du Sud. À l'est de la cordillère, se trouve le vaste bassin amazonien traversé par le fleuve Amazone et ses affluents, et la forêt amazonienne, la plus grande forêt tropicale humide au monde. Le continent comprend également des régions sèches, telles la Patagonie orientale et le désert aride d'Atacama.
Beaucoup d'îles de la mer des Caraïbes (les Antilles) – par exemple, les Grandes Antilles et les Petites Antilles – sont situées au-dessus de la plaque Caraïbe, une plaque tectonique avec une topographie diffuse. Aruba, la Barbade, Trinité-et-Tobago sont situées sur plateau continental sud-américain. Les Antilles néerlandaises et les dépendances du Venezuela sont localisées au nord du continent.

## Pays

Carte des pays de l'Amérique du Sud.

| Drapeau et nom du pays                                | Superficie (km2) | Population (est. 1er juillet 2002) | Densité de population (hab./km2) | Capitale               |
| ----------------------------------------------------- | ---------------- | ---------------------------------- | -------------------------------- | ---------------------- |
| Argentine                                             | 2 766 890        | 39 537 943                         | 14,3                             | Buenos Aires           |
| Bolivie                                               | 1 098 580        | 8 857 870                          | 8,1                              | La Paz, Sucre          |
| Brésil                                                | 8 511 965        | 186 112 794                        | 21,9                             | Brasília               |
| Chili                                                 | 756 950          | 15 980 912                         | 21,1                             | Santiago du Chili      |
| Colombie                                              | 1 138 910        | 42 954 279                         | 37,7                             | Bogota                 |
| Équateur                                              | 283 560          | 13 363 593                         | 47,1                             | Quito                  |
| France : Guyane                                       | 91 000           | 195 506                            | 2,1                              | Cayenne                |
| Guyana                                                | 214 970          | 765 283                            | 3,6                              | Georgetown             |
| Paraguay                                              | 406 750          | 6 347 884                          | 15,6                             | Asuncion               |
| Pérou                                                 | 1 285 220        | 27 925 628                         | 21,7                             | Lima                   |
| Royaume-Uni: - Malouines - Géorgie et Sandwich du Sud | 12 173 3 093     | 2 967 0                            | 0,24 0                           | Port Stanley Grytviken |
| Suriname                                              | 163 270          | 438 144                            | 2,7                              | Paramaribo             |
| Uruguay                                               | 176 220          | 3 415 920                          | 19,4                             | Montevideo             |
| Venezuela                                             | 912 050          | 25 375 281                         | 27,8                             | Caracas                |